# Oberhof Altlomnitz

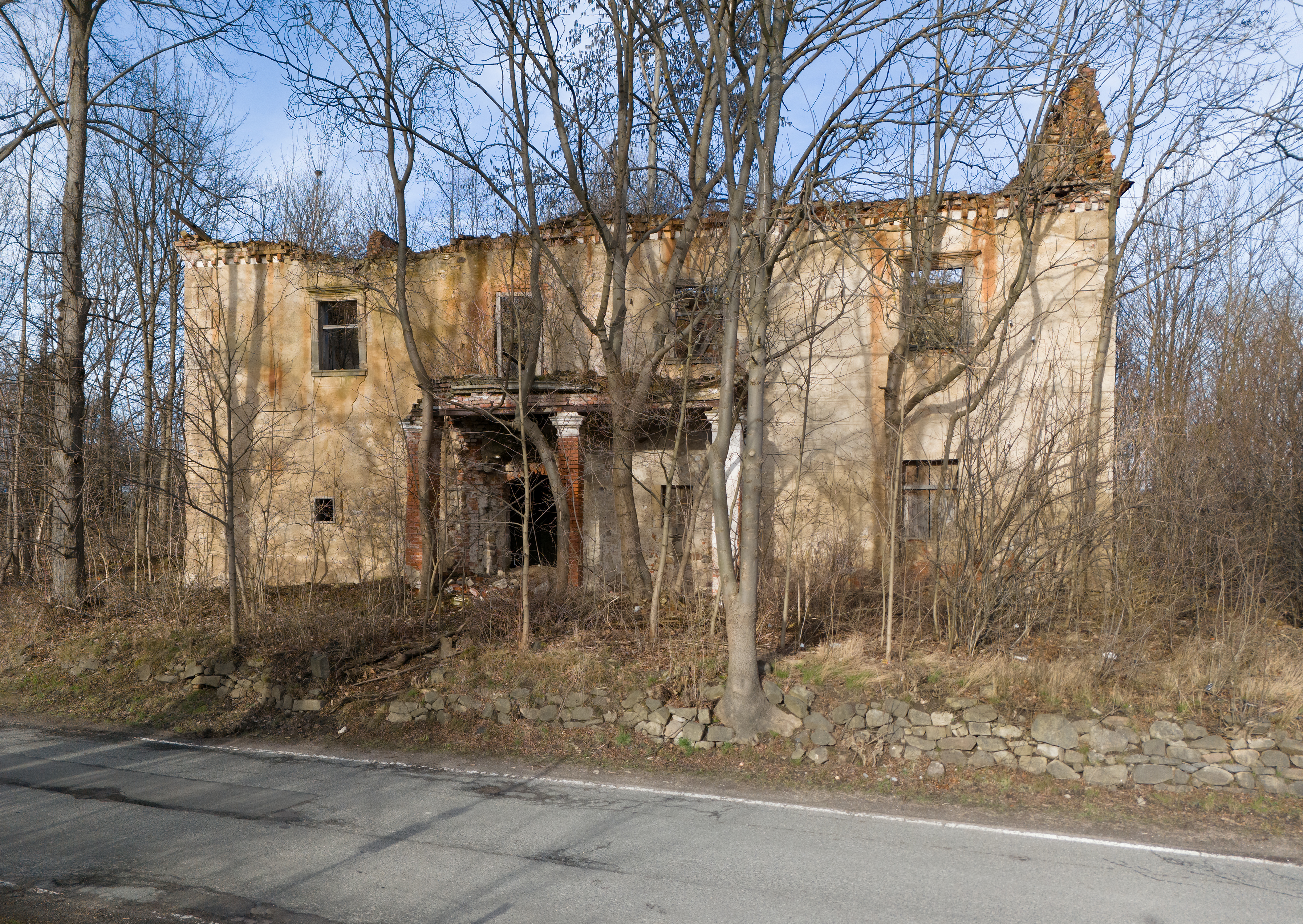
Ruine des Oberhofes in Alt-Lomnitz

Der Oberhof von Altlomnitz (polnisch Dwór Górny) befindet sich im westlichen Teil des Dorfes Stara Łomnica in der Stadt- und Landgemeinde Bystrzyca Kłodzka im Powiat Kłodzki in Polen.

## Geschichte
Der Bau stammt vom Ende des 17. Jahrhunderts und wurde im zweiten Viertel des 18. Jahrhunderts umgebaut. Bis 1815 waren die Pannwitz Besitzer. Anfang des 20. Jahrhunderts wurde der Bau renoviert.

## Bauwerk
Der zweigeschossige Bau trug ein Mansarddach. Die Giebel hatten eine markanten Säulengliederung. Im Inneren hatte der Bau Kreuzgratgewölbe und barocke Stuckdecken im Erdgeschoss. Im Hauptsaal befand sich ein stuckverziertes Spiegelgewölbe. Das Hauptgebäude ist heute verfallen, ebenso die den Hof rahmenden Wirtschaftsbauten.